# David Bates (slikar)
David Bates (Dallas, 1952.) je američki slikar.

## Životopis
Studirao je slikarstvo na dva mjesta: od 1975. godine na Sjevernom metodističkom sveučilištu, no potom se prebaciva na neovisni program Whitneyevog muzeja američke umjetnosti iz New Yorka.
Godine 1977. se vratio u Dallas radi završetka školovanja i stjecanja diplome akademskog slikara.

## Vanjske poveznice
- Biografija i radovi na Artnet.com